# Carlos Santos (football, 1989)
Pour les articles homonymes, voir Carlos Santos et Santos (homonymie).
Carlos Santos, de son nom complet Carlos Manuel Guedes dos Santos, né le 31 mars 1989, est un ancien footballeur professionnel portugais qui évoluait principalement au poste de défenseur central, mais qui pouvait aussi évoluer en tant qu'arrière gauche.

## Biographie

### Carrière en club
Né à Barroselas dans le district de Viana do Castelo, il passe la majeure partie de sa carrière dans les divisions inférieures. En 2012, il signe avec le Boavista FC, en troisième division.
À la fin de la saison 2013-14, en raison des conséquences de l'affaire Apito Dourado (en), le club se voit directement promu au sein de la Primeira Liga. Il fait ses débuts dans la compétition le 14 septembre 2014 à l'âge de 25 ans, jouant les 90 minutes sur une victoire 1-0 à domicile contre  l'Académica de Coimbra. Il termine sa première saison dans l'élite avec deux buts, en 25 matchs.
De 2014 à 2017, il joue un total de 35 matchs en première division portugaise.

### Carrière en équipe nationale
Carlos Santos reçoit quatre sélections en équipe du Portugal des moins de 16 ans, marquant un but, et sept sélections avec les moins de 17 ans, sans inscrire de but.